# Suma sacerdotisa de Atenea Polias
La Suma Sacerdotisa de Atenea Polias ocupó el cargo religioso más alto en la Antigua Atenas. Gozó de un gran prestigio y desempeñó un papel oficial poco común en la antigua Atenas. Se mencionan varias ocasiones en las que dio a conocer su influencia en hechos históricos de importancia, y se sabe que influyó en cargos por recomendación.
Supervisó el culto de la patrona de la ciudad Atenea Polias, cuya sede de dicho culto estaba en el Partenón, y fue la jefa de los funcionarios menores, como los plintrides, arréforas y canéforas. Ella era la suma sacerdotisa de uno de los tres cultos de la Acrópolis de Atenas: los otros dos eran el Sumo Sacerdote de Poseidón-Erecteo y la Sacerdotisa de Atenea Nike.
El funcionario más conocido con esta posición fue Lisímaca, que vivió durante la segunda mitad del siglo V a. C..
El oficio no pudo haber sobrevivido a la prohibición de todos los sacerdocios no cristianos durante la persecución de los paganos en el Imperio Romano tardío.